# Damiq-ilishu
Damiq-Ilishu (... – Isin, 1794 a.C.) è stato un sovrano amorreo del periodo pre-babilonese.
Damiq-Ilishu, scritto in cuneiforme d da-mi-iq ì -li- šu, ha regnato, secondo la cronologia media, dal 1816 ca. al 1794 a.C. fu il quindicesimo ed ultimo re della Prima dinastia di Isin. Egli succedette al padre Sin-magir e regnò per 23 anni. In alcuni reperti archeologici, il suo regno sembrerebbe essere stato di minore durata, ma è probabile che le liste esaminate fossero in corso di stesura, durante il suo regno. Il suo declino iniziò con le sconfitte che subì, prima da Sin-muballit di Babilonia (vissuto dal 1812 ca. al 1793 a. C.), poi da Rim-Sin di Larsa, (vissuto dal 1822 ca. al 1763 a.C.).

## Cronaca del regno
Alcune notizie riferite a questo monarca, sono state estrapolate da alcune iscrizioni cuneiformi, rinvenute su tavolette e cilindri di argilla.
In particolare, ci è pervenuta una descrizione allegorica che lo descrive come il "contadino che accumula i prodotti (della terra) nei granai". 

Antichi insediamenti nella Bassa Mesopotamia

Nel sesto anno del suo regno fu scavato un grande canale di irrigazione, chiamato "il canale dell'abbondanza reale di Damiq-ilishu".
Nel nono anno fu costruito per dio Utu, un tempio per la sua venerazione, chiamato "E-diku-kalamma / Casa giudice della terra".
Nel quattordicesimo anno fu costruita la grande muraglia della città di Isin, chiamata "Damiq-ilishu-hegal-migir-Ninurta / Damiq-ilishu, il favorito di Ninurta, dona abbondanza".
Altre iscrizioni ricordano la costruzione di numerosi templi
Gli eventi politici ci sono stati tramandati soprattutto attraverso le iscrizioni cuneiformi riferire a RIM-Sin I, re di Larsa.
Nel 1813 a.C., Damiq-Ilishu, prende il controllo della città santa di Nippur, tenendola fino al 1801 a.C., anno in cui, fu riconquistata dal re di Larsa.
A causa del progressivo aumento del potere di quest'ultimo, si formò una coalizione delle città della Bassa Mesopotamia e gli eserciti di Uruk, Babilonia, Sutum, Rapiqum, Irdanene e dello stesso Damiq-Ilishu di Isin, gli mossero guerra, ma furono battuti (1808 a.C.).
Nel 1796 a.C. il re di Babilonia, Sin-Muballit, mise al sacco la città di Isin.
Tra il 1797 e il 1792 il territorio di Isin fu più volte devastato dall'esercito di Larsa ed il potere di Damiq-Ilishu, ne uscì seriamente indebolito.
Dopo queste rovinose sconfitte il suo regno terminò, e, con esso, anche la prima dinastia di Isin.